# Ezalces
Ezalces (en llatí: Oezalces; en amazic: ⵡⵣⴰⵍⵙⵉⵙ, Ulzasen) va ser un rei de Numídia, cap de la tribu dels massils.
Era germà de Gaia, i el va succeir en el tron cap a l'any 210 aC d'acord amb la llei successòria númida. Era ja vell quan va pujar al poder, i només va regnar uns mesos. A la seva mort va deixar dos fills, Capussa i Lacumaces. Capussa el va succeir.
Es va casar amb una filla de Bomílcar i neta d'Hamílcar, de manera que estava emparentat amb els bàrcides de Cartago.